# Gesa Marten
Gesa Marten (* 1963) ist eine deutsche Filmeditorin und Dramaturgin, sie lebt in Potsdam und Köln.

## Leben und Werk
Gesa Marten hat Theater-, Film- und Fernsehwissenschaft, Germanistik und Philosophie in Paris, München und Köln studiert. Seit 1991 arbeitet sie freiberuflich als Filmeditorin und Dramaturgin. Ihre Arbeiten wurden vielfach ausgezeichnet u. a. mit einer Nominierung für den Deutschen Fernsehpreis im Jahr 2000 in der Kategorie Bester Schnitt und mehrfach mit dem Grimme Preis. Seit 2014 ist sie Professorin für Künstlerische Montage Spiel- und Dokumentarfilm an der Filmuniversität Babelsberg. Gesa Marten war 2003 Gründungsmitglied des Dokumentarfilm Filmfrauen Netzwerks LaDOC.
Gesa Marten ist Mitglied der Deutschen und der Europäischen Filmakademie sowie im Bundesverband Filmschnitt Editor e.V. (BFS).

## Filmografie (Auswahl)
- 1992: Fritz und Erna (Dokumentar-Kurzfilm) – Regie: Lars Büchel
- 1993: Chuppa (Dokumentarfilm) – Regie: Sascha Schneider & Laurie Schneider
- 1997: Sarajlija (Dokumentarfilm) – Regie: Gordan Godec
- 2000: Abnehmen in Essen (TV-Doku-Serie) – Regie: Claus-Ludwig Rettinger & Claudia Richarz
- 2003: Die Krokodile der Familie Wandaogo (Dokumentarfilm) – Regie: Britta Wandaogo
- 2004: Was lebst du? (Dokumentarfilm-Trilogie, Teil 1) – Regie: Bettina Braun
- 2005: Geschwister Vogelbach (TV-Doku) – Regie: Luzia Schmid
- 2005: Durchfahrtsland
- 2006: Leben mit Hannah (Spielfilm) – Regie: Erica von Moeller
- 2007: Lost in Liberia (Dokumentarfilm) – Regie: Luzia Schmid
- 2007: Der Unbequeme – Der Dichter Günter Grass (Dokumentarfilm) – Regie: Nadja Franz & Sigrun Matthiassen
- 2008: Fräulein Stinnes fährt um die Welt (Dokudrama) – Regie: Erica von Moeller
- 2008: Perestroika – Umbau einer Wohnung (Dokumentarfilm) – Regie: Christiane Büchner
- 2008: Was du willst (Dokumentarfilm-Trilogie, Teil 2) – Regie: Bettina Braun
- 2009: LowLights – Eine Nacht, ein Ritual (Spielfilm) – Regie: Ingas Miškinis
- 2009: Zugabe. Talentprobe – Ein Wiedersehen (Dokumentarfilm) – Regie: Manfred Behrens
- 2010: Auf der sicheren Seite (Dokumentarfilm) – Regie: Lukas Schmid & Corinna Wichmann
- 2010: Ausfahrt Eden (Dokumentarfilm) – Regie: Jürgen Brügger & Jörg Haassengier
- 2011: Wo stehst du? (Dokumentarfilm-Trilogie, Teil 3) – Regie: Bettina Braun
- 2012: Süßes Gift – Hilfe als Geschäft (Dokumentarfilm) – Regie: Peter Heller
- 2013: Vom Ordnen der Dinge (Dokumentarfilm) – Regie: Jürgen Brügger & Jörg Haassengier
- 2014: Seht mich verschwinden (Dokumentarfilm) – Regie: Kiki Allgeier
- 2014: Die letzten Gigolos (Dokumentarfilm) – Regie: Stephan Bergmann
- 2017: Ein Schuss im Dunkeln (Dokumentarfilm)
- 2018: Lucia und ihre Kinder (Dokumentarfilm)
- 2022: Eine deutsche Partei (Dokumentarfilm)
- 2023: The Driven Ones (Dokumentarfilm)

## Auszeichnungen
- 2000 Nominierung Deutscher Fernsehpreis, Bester Schnitt: Abnehmen in Essen
- 2004 Nominierung Deutscher Kamerapreis, Bester Schnitt Dokumentarfilm: Die Krokodile der Familie Wandaogo
- 2004 Nominierung Deutscher Kamerapreis, Bester Schnitt Kurzfilm: Im Augenblick
- 2005 Filmplus Schnitt-Preis Dokumentarfilm: Was lebst Du?[8]
- 2006 Nominierung Deutscher Kamerapreis, Bester Schnitt Dokumentarfilm: Geschwister Vogelbach[9]
- 2008 Nominierung Filmplus Schnitt-Preis Dokumentarfilm: Lost in Liberia[10]
- 2009 Filmplus Schnitt-Preis Dokumentarfilm: Perestroika – Umbau einer Wohnung[11]
- 2013 Grimme Preis für die Dokumentarfilm-Trilogie: Was lebst Du?, Was du willst & Wo stehst du?[12]
- 2016 Grimme Preis für: Vom Ordnen der Dinge[13]